# Скимборд
Скимбординг (от англ. skimboard — «скользящая доска») — вид спорта, типа сёрфинга, представляющий собой катание на мелкой воде и по мокрому песку и являющийся разновидностью фансёрфинга. Доска, используемая для катания, называется скимборд.

## История развития скимбординга
Скимбординг зародился в 1920-е годы в городе Лагуна-Бич (штат Калифорния, США), как развлечение местных жителей, при этом в качестве скимборда местные жители (спасатели) использовали обычные куски фанеры, оторванные от гидросамолётов. Популярность нового вида спорта стала расти с 1960-х годов, а в 1970-х годах он стал общим увлечением калифорнийских подростков.
В конце 1970-х годов двое выдающихся мастеров скимбординга, Текс Хейнс (англ. Tex Haines) и Питер Приетто (англ. Peter Prietto), организовали в Лагуна-Бич компанию по производству скимбордов, названную ими «Victoria Skimboards», в честь пляжа, на котором обожали собираться все местные скимбордеры. Эта компания стала неофициальным центром скимбординга, и именно под её эгидой в конце 1970-х годов были проведены первые соревнования.
Расцвет скимбординга пришёлся на 1980-е годы и во-многом обязан сопровождавшимися красочными фотографиям публикациями в известных спортивных журналах (например, на обложке Sports Illustrated). С начала 1990-х годов интерес к скимбордингу на некоторое время спал. Однако, начиная с 1995 года, снова стали выходить статьи о нём, также появились специализированные медиа-источники (например, Skim Online, SKIM Magazine).

## Катание на скимборде
Техника скимбординга базируется на принципах глиссирования, то есть, при достижении необходимой скорости движения под доской образуется водяной «клин», на который скимборд как бы «взбирается», и, благодаря этому, скользит по поверхности воды. Основным отличием скимборда от других родственных видов является то, что человек, вместо того чтобы заплывать в воду на доске, совершает разбег по суше, бросает доску под ноги и, запрыгнув на неё, скользит по воде или мокрому песку.
В современном скимбординге используется два основных типа катания:
1. песчаный скимминг (sand skimming), то есть скольжение по мелководью на песчаных отмелях, с выполнением некоторых трюков, заимствованных из скейтбординга (shuvit, ollie и т. д.), а также джиббинг по естественным или искусственно сделанным препятствиям- фигурам;
2. скольжение по волнам (wave skimming или wave riding) — вариант, более близкий к сёрфингу и представляющий собой именно катание по волнам с выполнением различных трюков.

Также на скимбордах катаются на площадках для игры в гольф, сразу после дождя, пока трава ещё удерживает необходимое количество воды, или на искусственных площадках. Для этого участок, имеющий небольшое углубление, покрывают для гидроизоляции плёнкой или брезентом, на который насыпают небольшой слой песка и заливают водой.

## Изготовление и конструкция скимборда
Первоначально скимборд представлял собой кусок фанеры, зачастую лишь слегка обработанный. В настоящее время большой процент любительских досок также делаются из дерева или синтетической пены, однако, скимборды для профессионалов изготавливаются из стекловолокна или углеродистого волокна, что делает их легче, маневреннее и, вместе с тем, значительно дороже.
Доски разнятся по форме. Зачастую они овальные, но встречаются также и каплевидные, и даже круглые. Толщиной скимборды бывают обычно около 2,5 см.
По сравнению с досками для серфинга, скимборды более маленькие и тонкие (редко толще 2,5 см). Профессиональная доска оборудована небольшим лифтом носа и рокером, немного поднимающемся в носовой, а иногда — и в кормовой части. Он нужен, чтобы доска не «зарывалась» в волны. На верхнюю поверхность доски наклеиваются специальные коврики (англ. pads), необходимые для лучшего сцепления с ногами спортсмена.
В процессе эволюции скимбордостроение разделилось на 2 направления — доски для вэйвинга и доски для сэндскимминга. Для вэйвинга в основном доски делаются направленной формы из композитных материалов — карбон, стеклоткань, пенопласт; для сэндскимминга же форма предпочтительнее твинтип, а в основе остаётся либо фанера, либо клеёный шпон, к которым добавляют ламинат на верх и низ, коврики из вспененной резины и т. п.